# Cycloonseizoen van het noorden van de Indische Oceaan 2013
Het cycloonseizoen van het noorden van de Indische Oceaan 2013 is de doorlopende jaarlijkse periode waarin tropische cyclonen zich vormen. Het seizoen kent geen officiële grenzen, maar de meeste cyclonen vormen zich tussen april en december, met een piek van mei tot november. Dit artikel neemt alleen cyclonen in beschouwing in de Indische Oceaan op het Noordelijk halfrond ten oosten van de Hoorn van Afrika en ten westen van het Malakka. De twee belangrijkste zeeën hier zijn de Arabische Zee ten westen van het Indisch subcontinent (Afgekort ABR door het India Meteorological Department (IMD)) en de Golf van Bengalen (Afgekort BOB door het IMD).
Het officiële regionale gespecialiseerde meteorologische centrum voor dit bassin is het India Meteorological Department (IMD). Het Joint Typhoon Warning Center geeft onofficiële adviezen af. Gemiddeld vormen zich 4 tot 5 stormen per seizoen in deze regio.

## Cyclonen
- Cyclonale storm Mahasen (01B)
- Depressie BOB 02
- Depressie BOB 03
- Depressie BOB 04